# 오토멘
《오토멘》(일본어: オトメン(乙男))는 일본의 만화가 간노 아야(菅野 文)의 만화이다. 2006년 5월부터 연재를 시작했으며 단행본은 2009년 9월 현재 8권까지 발매됐다. 내용은 남성 다움, 여성 다움에 대해 다루고 있다.
후지 TV를 통해 연속 드라마화되어, 오카다 마사키와 가호를 주연으로 2009년 8월 1일부터 2009년 9월 26일까지 《오토멘 ~여름~》이란 제목으로 토요일 밤 11시에 방송됐으며, 10월 13일부터 11월 3일까지 제목과 방송 시간을 바꿔 《오토멘 ~가을~》이란 제목으로 화요일 밤 9시에 방송되었다.

## 줄거리
유도・가라테의 단을 가져, 검도로 전국 제패를 완수하고 있는 검도부 주장・마사무네 아스카는, 「남자안의 남자」라고 유명하지만, 실은 소녀 만화나 사랑스러운 소품, 단 과자등을 좋아해, 요리나 재봉・청소도 완벽하게 해낸다고 하는, 아가씨적 취미・사고・특기를 가지는 오토멘이라고 하는 비밀을 가지고 있었다. 그런 그는 어느 때, 전학생의 미소녀・미야코즈카 료에게 한 눈에 반해 버린다.

## 텔레비전 드라마
《오토멘》(일본어: オトメン（乙男）)은 후지 TV에서 2009년 8월 1일부터 9월 26일까지 《오토멘~여름~》의 타이틀로, 토요 드라마 범위로 방영. 이후, 타이틀 및 방영 시간을 변경해, 10월 13일부터 11월 3일까지는 《오토멘~가을~》의 타이틀로, 화요 드라마 범위로 방영되었다. 방영 기간중에 연속 드라마 방송범위를 이동한 것은 처음으로 하이비젼 제작되었다.
주연은 오카다 마사키와 카호. 오카다 마사키는, 본작이 연속 드라마 첫주연이 된다. 또한, 학생역에 다수의 젊은 개그맨들도 기용되고 있다.

### 출연진
- 마사무네 아스카 : 오카다 마사키 / 어린시절 : 타카츠키 사라
- 미야코즈카 료 : 카호 / 어린시절 : 히나타 나나미
- 토노미네 하지메 : 키무라 료
- 아리아케 야마토 : 세토 코지
- 타치바나 쥬타 : 사노 카즈마
- 오하리다 미야비 : 키리타니 미레이
- 쿠로가와 키토라 : 이치카와 토모히로
- 타치바나 쿠리코 : 타케이 에미
- 하나자와 유메코 : 야나기하라 카나코
- 미야코즈카 타케시 : 다카다 노부히코
- 죠노우치 미라 : 츠루미 신고
- 마사무네 키요미 : 야마모토 미라이

### 방영일 및 부제, 시청률
| 《오토멘~여름~》 토요 드라마              | 《오토멘~여름~》 토요 드라마 | 《오토멘~여름~》 토요 드라마  | 《오토멘~여름~》 토요 드라마 |
| 각화                                      | 방송일                       | 서브타이틀(부제)              | 시청률                       |
| ----------------------------------------- | ---------------------------- | ----------------------------- | ---------------------------- |
| #1                                        | 2009년 8월 1일               | 사랑하라 오토멘               | 9.6%                         |
| #2                                        | 2009년 8월 8일               | 엽기적인 부녀                 | 5.9%                         |
| #3                                        | 2009년 8월 15일              | 표적이 된 오토멘!             | 6.4%                         |
| #4                                        | 2009년 8월 22일              | 그의 오토멘, 흉폭하다         | 5.7%                         |
| #5                                        | 2009년 9월 5일               | 오모멘들의 야마토!            | 6.3%                         |
| #6                                        | 2009년 9월 12일              | 야마토나데시코 콘테스트!      | 6.0%                         |
| #7                                        | 2009년 9월 19일              | 유리 오토멘                   | 5.1%                         |
| #8                                        | 2009년 9월 26일              | 오토멘의 기도                 | 5.1%                         |
| 평균 시청률: 6.3%                         |                              |                               |                              |
| 《오토멘~가을~》 화요일 밤 9시 드라마     |                              |                               |                              |
| #9                                        | 2009년 10월 13일             | 오토멘 파라다이스             | 8.2%                         |
| #10                                       | 2009년 10월 20일             | 꽃보다 오토멘                 | 7.2%                         |
| #11                                       | 2009년 10월 27일             | 언급할 필요도 없는 말（전편） | 8.4%                         |
| #12                                       | 2009년 11월 3일              | 언급할 필요도 없는 말（후편） | 8.4%                         |
| 평균 시청률: 8.1%                         |                              |                               |                              |
| (시청률은 간토 지방·비디오 리서치사 조사) |                              |                               |                              |

- 《오토멘~여름~》은 토요 드라마과 《오토멘~가을~》은 화요일 밤 9시 드라마에서 각각 역대 최저 평균 시청률으로 기록되었다.
- 지상 아날로그 방송에서는 여름 편, 가을 편 모두 16:9 레터 박스 영상으로 방송되었다.